# ジョシュア・レーダーバーグ
ジョシュア・レダーバーグ（Joshua Lederberg, 1925年5月23日 - 2008年2月2日）は、アメリカ合衆国の分子生物学者で、遺伝学、人工知能、宇宙開発の研究で知られる。微生物の遺伝子の構造と機能の研究で1958年度のノーベル生理学・医学賞を受賞した。また同年の受賞者にはエドワード・ローリー・タータムやジョージ・ウェルズ・ビードルがいる。
彼は生物学の実験の他に、人工知能の分野でも大きな貢献を残した。その中にはNASAで行われた火星での生命探査プログラムや、エキスパートシステムDendralの開発がある。

## 大学卒業まで
レダーバーグはニュージャージー州エセックス郡モントクレアでエスター・ゴールデンバウム・シュールマン（・レダーバーグ）（Esther Goldenbaum Schulman Lederberg）とラビ・ツヴィ・H・レダーバーグ（Zwi H. Lederberg）の子として1925年に生まれた。彼には2人の弟がいる。レダーバーグは1940年に15歳でニューヨークにある名門スタイヴェサント高校を卒業した。1941年にはコロンビア大学に入学し、動物学を専攻した。フランシス・ライアンの指導の下で彼はアカパンカビを使った生化学や遺伝学の実験を行った。学士号の取得と軍役を兼ねて、レダーバーグは1943年から軍の病院で衛生兵として働き、海兵の血液や排泄物中のマラリアの検査を行った。そして1944年に医学士号を取得した。

## 微生物の遺伝学
彼はコロンビア大学医科大学院で実験医学の研究を始めた。オズワルド・アベリーがDNAの重要性を明らかにした研究に刺激を受けてレダーバーグは、細菌は遺伝情報のコピーを単純に引き継いでいくのではなく、ある系統の全ての細胞は本質的にクローンであるという自説を検証する研究を始めた。コロンビア大学でしばらく研究を進めた後、レダーバーグは、ライアンの博士研究員時の指導者であったタータムに手紙を書き、共同研究を持ちかけた。1946年から47年にかけて、レダーバーグはタータムと一緒にイェール大学で研究を行った。レダーバーグとタータムは、大腸菌は有性生殖期に入ると、接合を通じて遺伝情報を交換することを明らかにした。大腸菌の染色体のマッピングの研究で、レダーバーグは1947年にイェール大学より博士号を取得した。
その後レダーバーグはウィスコンシン大学マディソン校の遺伝学のアシスタントプロフェッサーとなった。レダーバーグと大学院生のノートン・ジンデルは、1952年にバクテリオファージはサルモネラ属の菌と遺伝情報を交換できるという事実を発表した。形質導入と呼ばれるこの過程によって、別の種の細菌がある抗生物質に対する抵抗性を素早く持てる理由に説明がついた。またレダーバーグと当時の妻であったエスター・レダーバーグは1952年に共同でレプリカプレート法の技術を開発した。彼は1957年に、ウィスコンシン大学マディソン校に医学遺伝学部門を設立した。

## ノーベル賞以降の研究

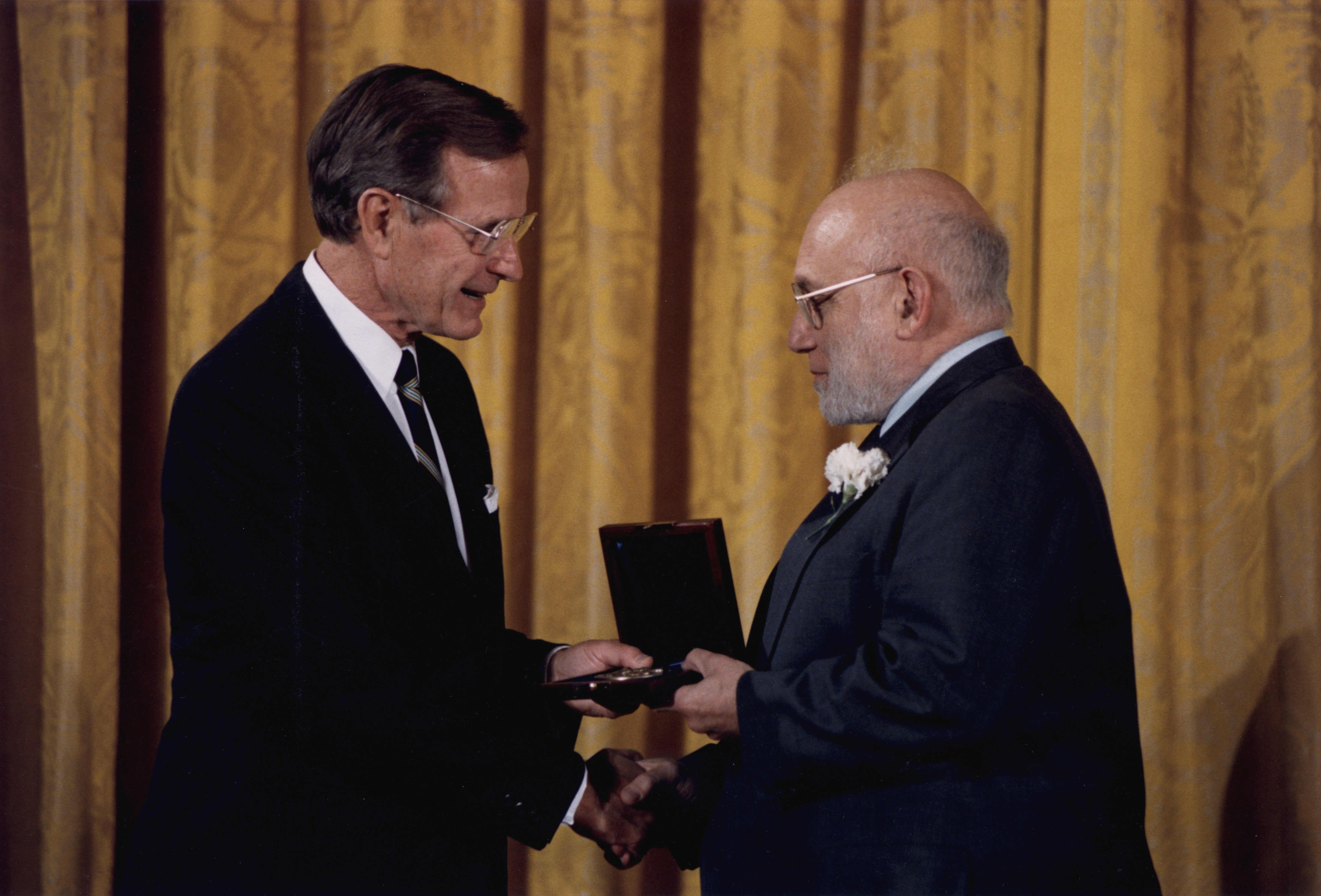
ジョージ・ブッシュ大統領からアメリカ国家科学賞のメダルを授与されるレーダーバーグ

1958年にノーベル生理学・医学賞を受賞後、彼はスタンフォード大学に移り、遺伝学部門を創設した。彼はまたウイルス性の抗生物質の研究をフランク・マクファーレン・バーネットと共同で行った。1957年のスプートニクの打ち上げの際には、宇宙探査の生物学にあたえるインパクトについて考え、全米科学アカデミーに宛てた手紙の中で地球外起源の細菌が万一、宇宙船に乗って地球にやってきた場合、未曾有の病気が発生する可能性について言及した。また逆に、地球から発射される人工衛星や探査船に付着する微生物によって地球外生命が脅かされる可能性についても警告した。彼は宇宙船の発射の前に宇宙飛行士や装置を隔離して消毒する必要があると説いた。カール・セーガンとともに彼が主張する宇宙生物学は、NASAの生物学における役割を拡大した。1960年代、彼はスタンフォード大学の計算機科学者であるエドワード・ファイゲンバウムとともにエキスパートシステムのDENDRALを開発した。
1978年に彼はロックフェラー大学の総長になり、1990年に生物情報学の名誉教授になるまで務めた。
彼はアメリカ政府の科学アドバイザーを長年務め、1950年には大統領の科学顧問の一人になった。1979年には防衛科学委員会の委員になり、ジミー・カーター大統領直属のガン対策委員会の委員長となった。1989年に科学界への貢献に対してアメリカ国家科学賞を受賞し、1994年には湾岸戦争症候群を研究する部局の責任者となった。

## 受賞・栄誉
- 1958年 ノーベル生理学・医学賞
- 1989年 アメリカ国家科学賞
- 1995年 アレン・ニューウェル賞
- 2002年 ベンジャミン・フランクリン・メダル
- 2006年 大統領自由勲章受勲

## 私生活
1946年にフェローの学生だったエスター・ツィンマー（後のエスター・レダーバーグ）と結婚し、1966年に離婚した。その後、マーガレット・レダーバーグと再婚し、デイビッド・キルシュとアン・レダーバーグという2人の子供に恵まれた。